# Philippa Kowarsky
Philippa Kowarsky é uma produtora cinematográfica israelense. Como reconhecimento, foi nomeado ao Oscar 2013 na categoria de Melhor Documentário em Longa-metragem por The Gatekeepers.